# Académie des sciences d'Amérique latine
L'Académie des sciences d'Amérique latine (Academia de Ciencias de América Latina, ACAL) est une académie des sciences qui rassemble des chercheurs du continent latino-américain dont le siège est à Caracas. L'ACAL a été fondée par des scientifiques latino-américains réunis à l'académie pontificale des sciences en 1983. Sa mission est d'honorer la mémoire de Simón Bolívar. Le nombre de membres n'est pas fixé. Ceux-ci sont cooptés et leur nombre actuel est de plus de 250 personnes en provenance de l'Argentine, de la Bolivie, du Brésil, du Chili, de la Colombie, du Costa Rica, de Cuba, du Chili, de l'Équateur, du Guatemala, du Honduras, du Mexique, du Panama, du Pérou, de Porto-Rico, de l'Uruguay et du Venezuela.

## Déclaration de fondation
« Nous, Dr Carlos Chagas, Dr Jorge Allende (en), Dr Héctor Croxatto (es), Dr Leopoldo de Meis (pt), Dr Sonia Dietrich (pt), Dr Patricio J. Garrahan, Dr Armando Gómez Poyou (es), Dr G. B. Marini-Bettolo, Dr Sergio Mascarenhas (pt), Dr Antonio Paes de Carvalho (pt), Dr Carlos Monge, Dr Maurício Peixoto (en), Dr Marcel Roche, Dr Fernando Rosas P., Dr Pablo Rudomín (pt), Dr Andres O. M. Stoppani, Dr Raimundo Villegas (pt), Dr. Jorge Villegas, chercheurs scientifiques, résidents de notre pays d'origine et ici de passage participons à une initiative de l'Académie pontificale des sciences pour fonder l'Académie des sciences d'Amérique latine. »

Cette déclaration marque l'acte fondateur de l'Académie, signé à Rome les 25 et 26 septembre 1982.

## Mission
« Promouvoir et contribuer au développement des mathématiques, des sciences physiques, de la chimie, des sciences de la vie, des sciences de la terre et de ses applications au profit du développement et de l'intégration humaine, culturelle et sociale de l'Amérique latine et des Caraïbes ».
L'ACAL promeut les échanges entre les universités sud-américaines, soutient des conférences, des activités de recherche et des publications par l'intermédiaire de Springer-Nature.
Ses ressources proviennent de dons transitant par la fondation Simón Bolívar enregistrée aux États-Unis.
Elle est membre du Réseau Interaméricain des Académies des Sciences (en) (InterAmerican Network of Academies of Sciences, IANAS).